# Relaciones Costa de Marfil-México
Las naciones de Costa de Marfil y México establecieron relaciones diplomáticas en 1975. Ambas naciones son miembros del G24 y de las Naciones Unidas.

## Historia
Las relaciones diplomáticas entre Costa de Marfil (Côte d'Ivoire) y México se establecieron el 13 de noviembre de 1975. En 1981, Costa de Marfil abrió una embajada en la Ciudad de México, sin embargo, la embajada fue cerrada en 1990 por motivos presupuestarios. En 1981, el ministro de Relaciones Exteriores de Costa de Marfil, Simeon Aké, asistió a la Cumbre Norte-Sur en Cancún.
En marzo de 2002, el ministro de Relaciones Exteriores de Costa de Marfil, Aboudramane Sangaré, hizo una visita a México para asistir a la Conferencia Internacional sobre la Financiación para el Desarrollo en Monterrey. En 2004, Costa de Marfil reabrió su embajada en México.
Las relaciones entre ambas naciones se limitaron durante la primera guerra civil de Costa de Marfil (2002-2004) y la segunda guerra civil de Costa de Marfil (2010-2011). En 2009, México fue miembro no permanente del Consejo de Seguridad de las Naciones Unidas y fue responsable de hacer cumplir y mantener la Resolución 1572 del Consejo de Seguridad de las Naciones Unidas sobre un embargo de armas a Costa de Marfil. En mayo de 2008, dos Senadores del Senado de México visitaron Costa de Marfil y se reunieron con el Parlamento de Costa de Marfil y con el presidente Laurent Gbagbo.
En diciembre de 2013, el presidente de México, Enrique Peña Nieto, mientras se trasladaba a Sudáfrica para asistir al funeral de Nelson Mandela, realizó una escala en Costa de Marfil y fue recibido en el aeropuerto por el ministro de Petróleo y Energía de Costa del Marfil, Adama Toungara. Asimismo, el presidente Peña Nieto fue recibido por el secretario General del Ministerio de Asuntos Exteriores, Claude Dassys Beke, cuando realizó una escala en el mismo aeropuerto, durante el viaje de regreso a México.
En febrero de 2016, la Universidad Nacional Autónoma de México otorgó el "Premio Internacional UNESCO-UNAM Jaime Torres Bodet" al poeta y novelista marfileño, Bernard Binlin Dadié, por su literatura moderna del continente africano. En mayo de 2019, el ministro de Relaciones Exteriores de Costa de Marfil, Marcel Amon-Tanoh, realizó una visita a México y se reunió con el Secretario de Relaciones Exteriores de México, Marcelo Ebrard. Durante la visita, ambas naciones destacaron la importancia de fortalecer el diálogo político bilateral.
En 2023, ambas naciones celebraron 48 años de relaciones diplomáticas.

## Visitas de alto nivel

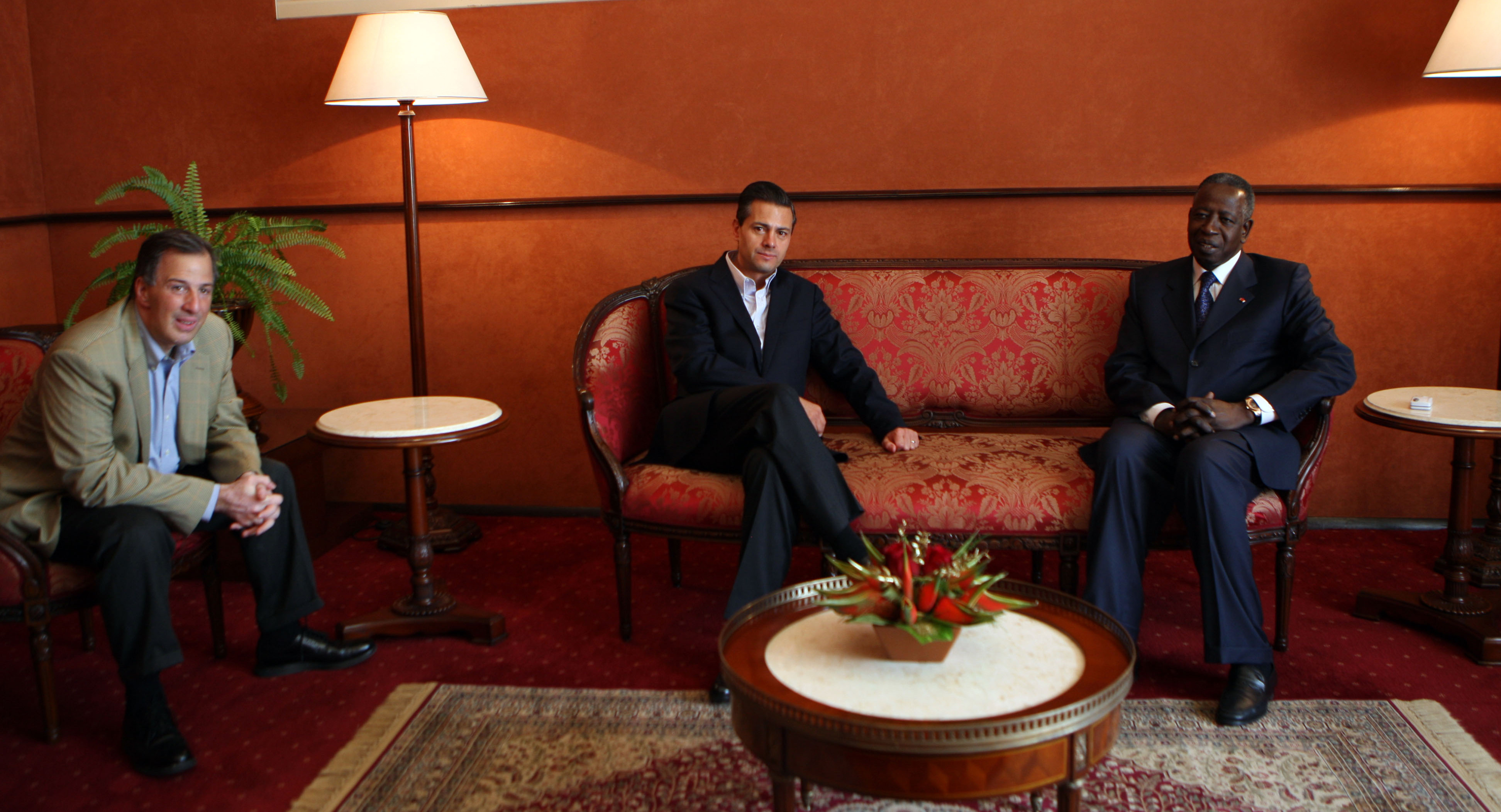
El Presidente mexicano Enrique Peña Nieto y el Secretario de Relaciones Exteriores José Antonio Meade, junto con el ministro marfileño de Petróleo y Energía, Adama Toungara en Abiyán; 2013.

Visitas de alto nivel de Costa de Marfil a México
- Ministro de Relaciones Exteriores Simeon Aké (1981)
- Ministro de Relaciones Exteriores Aboudramane Sangaré (2002)
- Secretario General del Ministerio de Relaciones Exteriores Claude Dassys Beke (2013)
- Ministro de Planificación y Desarrollo Albert Abdallah Mabri Toikeusse (2014)
- Ministro de Medio Ambiente Rémy Kouadio (2014)
- Ministro de Relaciones Exteriores Charles Koffi Diby (2015)
- Ministro de Relaciones Exteriores Marcel Amon-Tanoh (2019)

Visitas de alto nivel de México a Costa de Marfil
- Senador Salomón Jara Cruz (2008)
- Senador José Julián Sacramento Garza (2008)
- Presidente Enrique Peña Nieto (2013)
- Secretario de Relaciones Exteriores José Antonio Meade Kuribreña (2013)
- Subsecretaria de Relaciones Exteriores Lourdes Aranda Bezaury (2013)
- Director general de ProMéxico Francisco González Díaz (2016)

## Acuerdos bilaterales
Ambas naciones han firmado algunos acuerdos bilaterales, como un Memorando de Entendimiento para el establecimiento de un mecanismo de consulta en asuntos de interés mutuo (1999); Acuerdo de Cooperación Educativa y Cultural (1999); Memorando de Entendimiento entre ProMéxico y el Centro para la Promoción de la inversión de Costa de Marfil (2016); y un Memorando de Entendimiento en Colaboración Académica entre ambos Ministerios de Relaciones Exteriores de ambas naciones (2019).

## Comercio
En 2023, el comercio entre Costa de Marfil y México ascendió a $167 millones de dólares. Los productos principales de exportación de Costa de Marfil a México son: pasta de cacao, cacao en grano y en polvo, manteca y aceite de cacao, caucho, madera, y artículos de aluminio. Los productos principales de exportación de México a Costa de Marfil son: tubos y tuberías de hierro o acero, extracto de malta, pescado, carne, medicamentos, discos, cintas y otros soportes para grabaciones de sonido; maquinaria, tractores, automóviles y otros vehículos. La empresa multinacional mexicana Sukarne opera en Costa de Marfil.

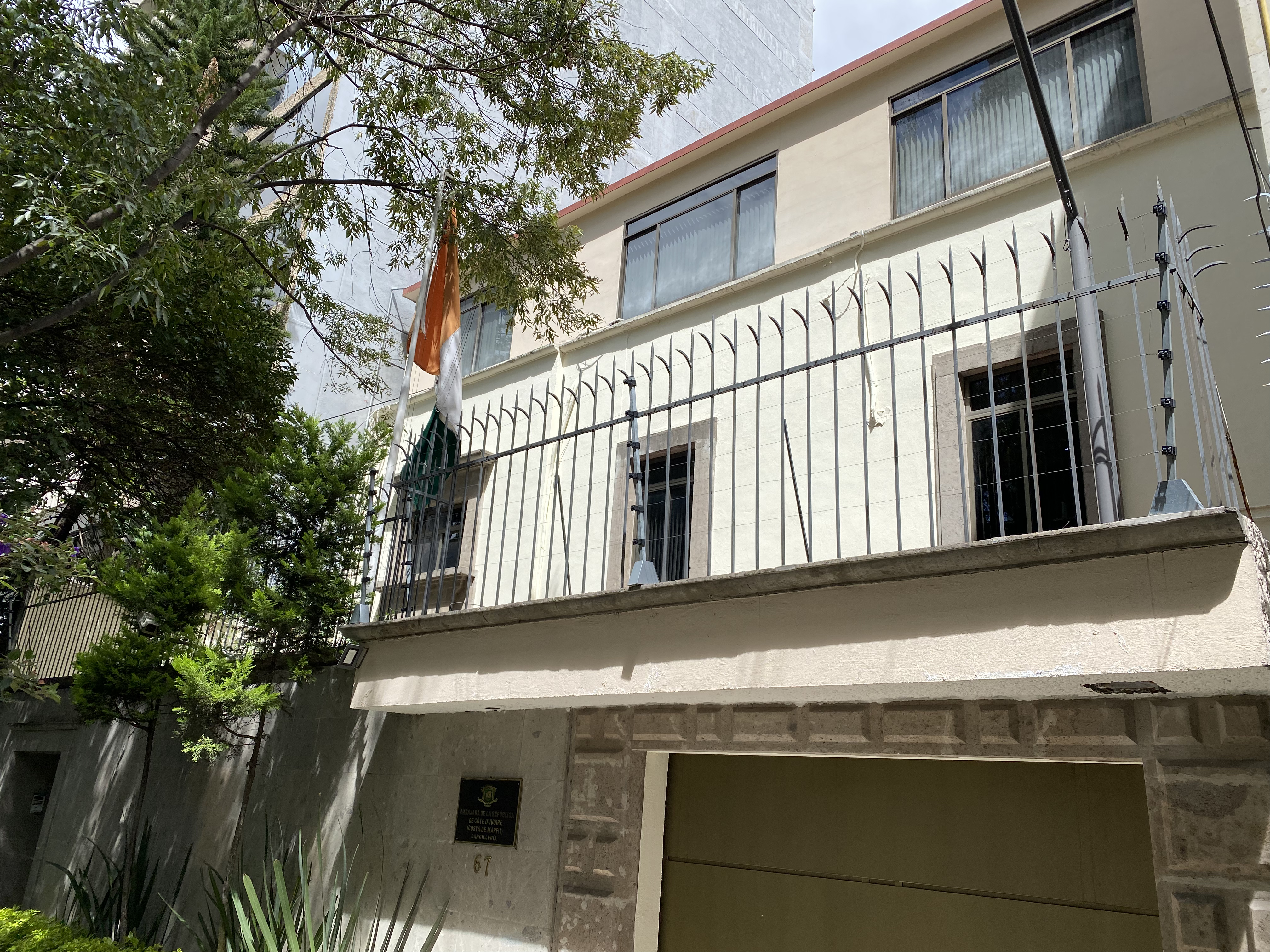
Embajada de Costa de Marfil en la Ciudad de México

## Misiones diplomáticas
- Costa de Marfil tiene una embajada en la Ciudad de México.[13]
- México está acreditado ante Costa de Marfil desde de su embajada en Rabat, Marruecos[14] y mantiene un consulado honorario en Abiyán.[15]

## Marfileños en México
- Aké Arnaud Loba
- Franck Boli
- Koffi Dakoi